# Valdegeña
Valdegeña es un municipio y localidad española de la provincia de Soria, en la comunidad autónoma de Castilla y León. Cuenta con una población de 37 habitantes (INE 2024).

## Geografía

Término municipal de Valdegeña.

Valdegeña pertenece a la provincia de Soria, en la comunidad autónoma de Castilla y León. En el ámbito judicial la localidad está adscrita al partido judicial de Soria. Se encuentra en la llamada comarca de Soria. Desde el punto de vista jerárquico de la Iglesia católica forma parte de la diócesis de Osma la cual, a su vez, pertenece a la archidiócesis de Burgos. El término municipal tiene un área de 13,30 km².
En el municipio, e incluidos en la Red Natura 2000, se encuentran los Quejigares y encinares de Sierra del Madero. Se trata de un Lugar de Interés Comunitario (LIC) que ocupa 274 hectáreas, el 21 % del término.

## Historia
A la caída del Antiguo Régimen la localidad se constituye en municipio constitucional en la región de Castilla la Vieja, partido de Ágreda que en el censo de 1842 contaba con 43 hogares y 170 vecinos. Hacia mediados del siglo XIX, el lugar tenía contabilizadas 50 casas. Aparece descrito en el decimoquinto volumen del Diccionario geográfico-estadístico-histórico de España y sus posesiones de Ultramar de Pascual Madoz de la siguiente manera:

VALDEGEÑA: l. con ayunt. en la prov. de Soria (3 leg.), part. jud. de Agreda (3), aud. terr. de Burgos (22), dióc. de Osma. sit. en una cañada con buena ventilacion y saludable clima: tiene 50 casas; la consistorial; escuela de instruccion primaria á cargo de un maestro dotado con 32 fan. de trigo; una igl. (San Lorenzo) aneja de la de Aldealpozo: confia el térm. con los de Castellanos de la Sierra, Alpealpozo y Calderuela: el terreno, fertilizado por el Rituerto, es de buena calidad; comprende un monte encinar: caminos: los locales y el que desde Agreda conduce á Soria. prod.: trigo, cebada, centeno, avena, legumbres, cáñamo, lino, leñas de combustible y buenos pastos, con los que mantiene ganado lanar y las yuntas necesarias para la labranza, ind.: la agrícola y algunos telares de lienzos y paños ordinarios. comercio: esportacion del sobrante de rulos é importacion de los artículos que faltan. pobl.: 43 vec., 170 alm. cap. imp.: 28,180 rs.
(Madoz, 1849, p. 272)

Valdegeña y su entorno son protagonistas en muchas de las obras de Avelino Hernández (ilustre hijo de este pueblo), especialmente en las narraciones juveniles como Silvestrito y Una vez había un pueblo.
En noviembre de 2012 se hizo conocido el pueblo por un documental del año 2007 en el que dos vecinos, los hermanos Ciriano, Moisés e Isidro, presagian la crisis que vendría poco después.

## Geografía humana

### Demografía
Cuenta con una población de 37 habitantes (INE 2024).
| Gráfica de evolución demográfica de Valdejeña entre 1842 y 2021 |
| |
| Población de derecho según los censos de población del INE Población de hecho según los censos de población del INEEn estos censos se denominaba Valdegeña: 1857, 1860, 1877, 1887, 1897, 1900, 1910, 1920, 1930, 1940, 1950, 1960 y 1970 |

### Economía
El pueblo se dedica principalmente a la labor de la agricultura del cereal y el cultivo del girasol. Existe también actividad ganadera así como fincas porcinas en su término.

## Patrimonio

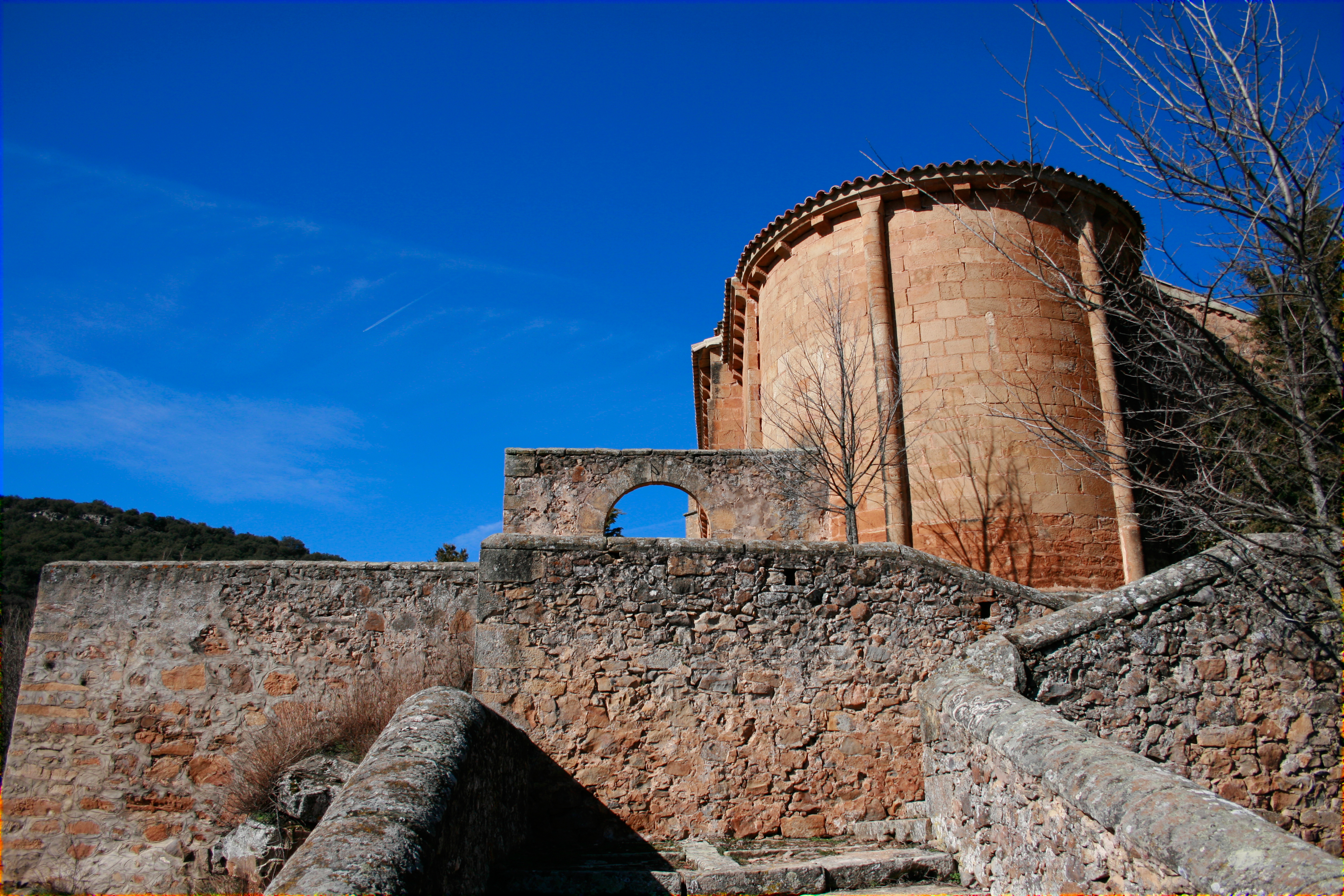
Iglesia de San Lorenzo

En la localidad hay una iglesia bajo la advocación de San Lorenzo.

## Personas notables
- Fidel Carazo Hernández (1919-2010), periodista y político. Alcalde de Soria entre 1976 y 1977. También fue procurador en Cortes (1971-1977) y senador por su provincia natal (1977-1979).
- Avelino Hernández Lucas (1944-2003), escritor y narrador oral.